# Mahikeng
Mahikeng, conosciuta precedentemente come Mafikeng e storicamente come Mafeking, è una città del Sudafrica, capoluogo della provincia del Nordovest, posta 1400 chilometri a nord-est di Città del Capo, 790 km a sud-sud-ovest di Bulawayo e 260 km in linea d'aria in direzione ovest-nord da Johannesburg.

## Geografia
È costruita su un veld aperto ad una quota di 1500 m s.l.m., sulle rive del fiume Molopo, 24 km a sud del margine più meridionale del Botswana e conta 49 300 abitanti (2001). Le miniere d'oro di Madibi sono circa 15 km a sud della città.

## Storia
Mahikeng fu in origine il quartier generale della tribù Barolong di Bechuana. La città fu fondata nel 1880 da mercenari inglesi cui furono garantite terre dal capo tribù Barolong. L'insediamento fu battezzato Mafikeng, parola che in dialetto locale Tswana (Mahikeng) significa "Luogo tra le rocce". In seguito, i coloni inglesi ne modificarono la denominazione in Mafeking. Fu da Pitsani Pothlugo (o Potlogo), 39 km a nord di Mafeking, che prese il via il Jameson Raid, il 29 dicembre 1895.
Allo scoppio della seconda guerra boera nel 1899, la città fu posta sotto assedio. Il famoso assedio di Mafeking durò per 217 giorni, dall'ottobre al maggio del 1900, e trasformò Robert Baden-Powell in un eroe nazionale. Nel settembre del 1904 Lord Frederick Roberts inaugurò un obelisco a Mafeking che portava i nomi di coloro che caddero in difesa della città. In tutto, 212 persone furono uccise durante l'assedio, e oltre 600 furono i feriti, mentre le perdite dei Boeri furono significativamente maggiori.
Mahikeng fu capitale del protettorato del Bechuanaland (pur trovandosi al di fuori dei confini del protettorato stesso) dal 1894 al 1965, quando Gaborone divenne la capitale di ciò che sarebbe stato il Botswana. Mahikeng divenne anche temporaneamente capitale della Bantustan di Bophuthatswana, negli anni '70, prima che la vicina città di Mmabatho fosse decretata capitale. Nel 1980 la denominazione di Mahikeng fu restaurata e in seguito alla fine dell'apartheid, nel 1994, Mmabatho fu accorpata a Mahikeng, diventando la capitale della provincia appena creata del Nordovest (North West).